# エルマー・トマス
ジョン・ウィリアム・エルマー・トマス（John William Elmer Thomas、1876年9月8日 - 1965年9月19日）は、オクラホマ州選出のアメリカ合衆国上院議員。

## 生い立ち
1876年9月8日、インディアナ州パットナム郡（グリーンキャッスル近郊）の農場にて、ウィリアム・トマスとエリザベス・トマスとの間に出生。公立小学校に通い、1897年にインディアナ州ダンヴィルのセントラル・ノーマル・カレッジ（現カンタベリー大学）を、1900年にグリーンキャッスルのデポー大学大学院を卒業。法学を学び、1897年にインディアナ州弁護士会に、1900年にオクラホマ州弁護士会に加入し、オクラホマ州オクラホマ・シティにて開業した。1901年にオクラホマ州ロートンへ移り、弁護士業を続けた。

## 政治家人生

### オクラホマ州政
1907年に州議会議員に初当選し、1920年まで在職。上院仮議長（1910年 - 1913年）を務め、メディスン・パーク・リゾートを設立し、オクラホマ州のメディスン・パーク内に造られた同州初の魚卵孵化場を監督した。1920年、第67議会議員選挙で落選。1922年に再出馬して当選し、第68及び第69議会（1923年3月4日 - 1927年3月3日）に民主党員として当選。オクラホマ州選出の下院議員として、インディアン教育法、マクナリー＝ハウゲン農場法、農民の信用を拡大する立法を支持。また、下院公有地・債権委員会委員を務めた。

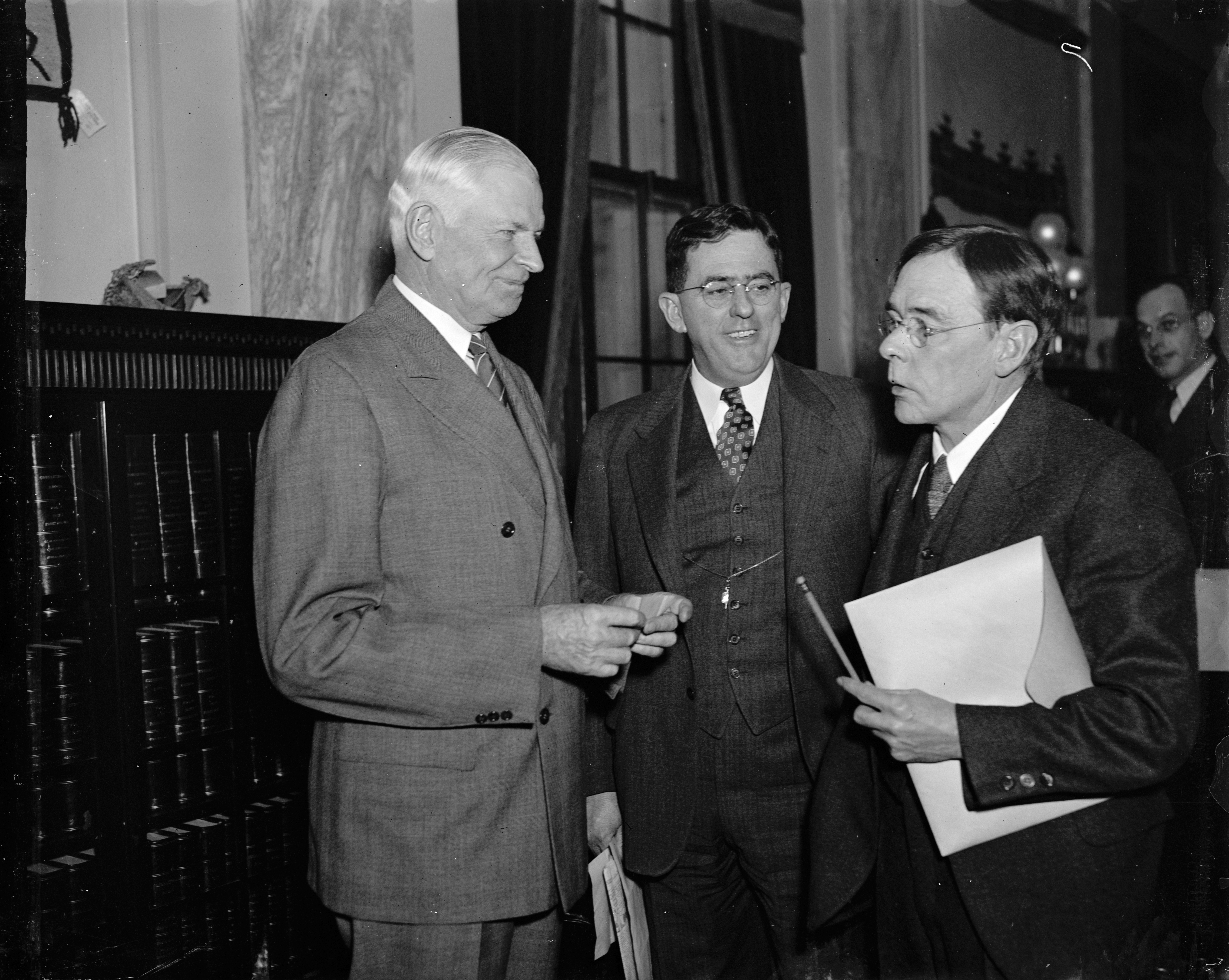
エルマー・トマス（左端）。クロード・M・ハースト、ジョン・コリアーと共に

## 国政

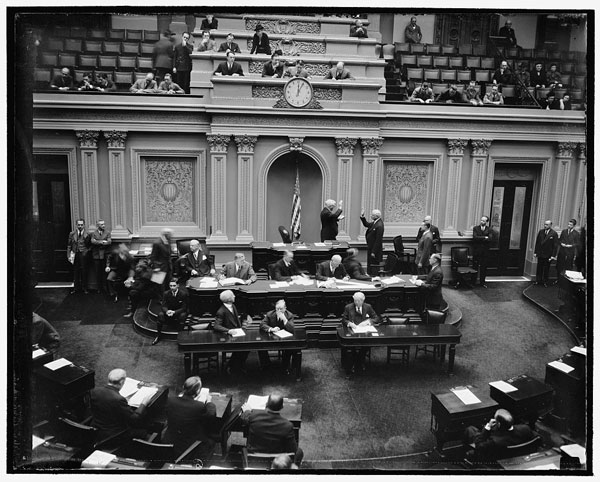
1939年1月に当時の副大統領ジョン・N・ガーナーによって再選された後、連邦上院に宣誓するエルマー・トマス（中央右側の、左側を向き右手を上げている人物）

トマスは1926年、再指名を受けずに連邦上院議員候補となり、前州知事ジャック・ウォルトンを破って、1926年に連邦上院に民主党員として当選した。農民に無関心であるとしてクーリッジ政権を批判し、フーヴァーの1929年農産物市場法 (Agricultural Marketing Act of 1929) を渋々支持し、退役軍人への補助金支給を支持した[1]。1932年に再選され、フランクリン・ローズヴェルトとニュー・ディールを積極支持した。具体的には農業調整法の修正案、いわゆる「トマス修正」を提案した。これは不況で現金が逼迫した際、ドルに対する金の裏付けを減らし、銀による裏付けのみで紙幣を発行する権限を大統領に与えることにより、農民を財政的に支援するというものである（ローズヴェルト政権時の予算局長ルイス・ダグラスは金本位制に対するこの脅威に激怒し、修正条項の最終形態は弱められた）。彼はインディアンに味方し、インディアン問題委員会の委員長（1935年 - 1944年）を務めた。
ローズヴェルトは1938年にオクラホマ州を訪問し、トマスの再選のために動いた。トマスは、首尾良く勝利した。彼は国際情勢に強い関心を持っており、国際連盟やケロッグ＝ブリアン平和協定、国際司法裁判所を支持した。1935年と1937年に中立支持票を投じたが、自身の主な関心は米国の軍備にあると語った。彼は陸軍中佐として軍事情報を担当したことがあり、予備役編入後もその地位を保持していた。1938年6月、軍事予算小委員会の委員長に就任し、「危機的状況にある」国防の基礎をなす多数の基地を調査した。第二次世界大戦中、彼の小委員会は、最高機密である原子爆弾計画への資金拠出を確保した。
トマスは1944年に再選され、第3位の長老上院議員となった。1944年から1946年まで、また1949年から1950年まで、農林委員会の議長を務めた。1945年と1946年にケベックとコペンハーゲンで開催された食料会議に出席し、1949年にはマーシャル・プラン基金の監査の一環として欧州を視察した。

## 政治経歴の終わり
1950年の民主党予備選にて、A・S・「マイク」・モンロニーの挑戦を受けた。この時、トマスは指名争いに敗北し、1951年1月にモンロニーに議席を明け渡した。1957年8月まで、ワシントンD.C.にて非常勤の弁護士業に従事し、オクラホマ州ロートンに戻り、同地で1965年9月19日に死去し、ハイランド墓地に葬られた。

## 栄誉
トマスは、1932年にオクラホマ殿堂入りした。

## エルマー・トマス湖
トマスはオクラホマ州のウィチタ山地に位置するメディスン・パークの造成に関わった。公園の西部（ロートンの北西）には、トマスの名を冠する湖がある。湖の外周は8マイル (13 km)、面積は334エーカー (1.4 km2)である。